# Ben Adams (atleta)
Benjamin Willard Adams, detto Ben (Newark, 15 marzo 1880 – Neptune City, 31 marzo 1961), è stato un altista e lunghista statunitense, vincitore di due medaglie ai Giochi olimpici di Stoccolma 1912.

## Biografia
Fratello di Platt Adams, anch'egli saltatore e medaglia olimpica, è morto un mese dopo di lui.

## Palmarès
| Anno | Manifestazione  | Sede      | Evento                  | Risultato | Prestazione | Note |
| ---- | --------------- | --------- | ----------------------- | --------- | ----------- | ---- |
| 1912 | Giochi olimpici | Stoccolma | Salto in alto da fermo  | Argento   | 1,60 m      |      |
| 1912 | Giochi olimpici | Stoccolma | Salto in lungo da fermo | Bronzo    | 3,28 m      |      |